# Hilaire de Chardonnet
Louis-Marie Hilaire Bernigaud de Chardonnet (Besançon, 1º maggio 1839 – 11 marzo 1924) è stato un ingegnere e inventore francese.

## Biografia
Nato nell'hôtel Bruchon, frequenta la facoltà delle scienze a Besançon e in seguito viene ammesso alla scuola politecnica nel 1859, con Sadi Carnot (futuro presidente della repubblica francese).
Stimatore e  discepolo di Pasteur, divenne famoso per la sua invenzione: la seta artificiale chiamata da lui "seta Chardonnet" e mostrata al pubblico per la prima volta al "Paris Exhibition" del 1889. La viscosa, come fu chiamata inizialmente, la prima fibra tessile semisintetica, venne brevettata nel 1883 anche se Georges Audemars inventò una variante di tale seta che chiamò Rayon ma nel 1855.

## La seta artificiale
Hilaire disciolse il dinitrato di cellulosa in alcool e etere l'elaborato veniva in seguito forzato attraverso una filiera bagnata. Come vantaggi vi erano la lucentezza e l'aspetto ma era anche altamente infiammabile.